# Antonina Lebedeva
Antonina Lebedeva (en russe : Антонина Васильевна Лебедева, née le 29 mars 1916 et morte le 17 juillet 1943) est une pilote de chasse soviétique. D'abord affectée dans une unité exclusivement féminine, elle ensuite transférée dans des régiments d'aviation principalement masculins. Elle abat un Bf 109 en 1943 avant d'être tuée au combat lors de la bataille de Koursk.

## Biographie
Antonina Lebedeva est née en 1916 dans le village de Bakunin. Sa famille déménage à Moscou où elle finit l'école avant d'étudier la biologie à l'université d'État de Moscou. Antonina Lebedeva est membre de l'aéroclub Dzerzhinsky à Moscou, où elle devient instructrice.

### Seconde Guerre mondiale
Elle intègre l'armée de l'air soviétique en 1941, lorsque l'invasion allemande entraîne l'URSS dans la Seconde Guerre mondiale. Elle rejoint le 586 IAP, un régiment de défense aérienne composé d'équipages féminins. Elle est amenée à se battre contre des avions de la Luftwaffe au-dessus de la ville de Saratov.
Après avoir obtenu son titre de pilote de chasse, elle est transférée au 434e régiment de chasse. À partir du 10 septembre 1942, elle prend part à la bataille de Stalingrad jusqu'au 3 octobre 1942. Elle est ensuite transférée pour participer à la bataille de Velikié Louki.
Le 10 janvier 1943, Antonina Lebedeva s'engage seule dans un combat aérien face à deux chasseurs allemands. Elle détruit un Bf 109 mais son avion est endommagé, l'obligeant à faire un atterrissage d'urgence sous le feu. Le 22 février, elle est distinguée par l'Ordre de la Guerre patriotique 2e classe pour son courage au combat ; elle cumule alors près de 1 500 heures de vol et a pris part à trois batailles aériennes et douze missions de guerre.
Début mai 1943, elle est promue au grade de lieutenant avant d'être transférée au 65e régiment de la garde pour se battre sur le front de Briansk. Le 12 juillet, Lebedeva est envoyée prendre part à l'offensive soviétique dans la bataille de Koursk. Elle vole notamment avec Klavdia Blinova (ru).

### Mort
Pendant un combat au soir du 17 juillet 1943, alors qu'elle mène une mission de guerre avec trois autres chasseurs, Antonina Lebedeva et ses camarades sont pris en embuscade par un groupe de 30 avions allemands. Antonina Lebedeva et ses camarades sont rapidement submergés et abattus. Ils disparaissent et sont présumés morts.
En 1982, un groupe d'écoliers d'Orel enquêtent sur le site d'un crash dans le village de Betovo (oblast d'Orel) où ils découvrent la dépouille d'un pilote, avec un parachute, un pistolet, un couteau et des documents,. L'appareil accidenté était initialement présumé appartenir au régiment de chasse Normandie-Niémen, mais les objets du pilote s'avèrent finalement appartenir à Antonina Lebedeva, son carnet de vol et sa carte médicale portant notamment son nom. Le numéro de série de la mitrailleuse retrouvée dans l'épave confirme qu'il s'agit de l'arme qui était montée sur l'avion de Lebedeva au moment de sa disparition. L'ancien commandant du 1er corps de garde aérienne Yevgeny Beletsky assiste à la cérémonie funéraire, en apportant des archives corroborant qu'il s'agissait du dernier départ en mission d'Antonina Lebedeva.
La tombe d'Antonina Lebedeva se trouve désormais dans l'ancien sovkhoze de Vjazovskiy (ru) dans le raïon de Bolkhov (ru). Un obélisque y est érigé en marqueur de sépulture.